# Alexandre Guy Pingré
Alexandre Guy Pingré (Paris, 11 de setembro de 1711 — Paris, 1 de maio de 1796) foi um cónego regular da Congregação dos Cónegos Regulares de Santa Genoveva da Regra de Santo Agostinho, que se distinguiu como astrónomo e geógrafo naval. Publicou um almanaque náutico com base no trabalho de Pierre Charles Lemonnier contendo tabelas lunares e durante o trânsito de Vénus de 1761, foi a um dos três locais de observação organizados pela Académie Royale des Sciences, viajando para a ilha Rodrigues, perto de Madagáscar, numa expedição que não foi bem sucedida.

## Biografia
Pingré nasceu em Paris, mas foi educado pelos cónegos regulares da Abadia de São Vicente de Senlis, em Senlis, Oise, onde foi admitido na comunidade aos 16 anos de idade. Em 1735, após sua ordenação como sacerdote, foi nomeado professor de Teologia na escola da Abadia. No entanto, pouco depois, ficou sob suspeita de ser adepto do jansenismo e galicanismo, sendo convocado pelo Bispo de Pamiers, por quem foi repreendido e obrigado a se submeter a um interrogatório por uma comissão de jesuítas destinada a avaliar a sua ortodoxia.
Em 1745, o rei Luís XV convocou um Capítulo Geral da Congregação dos Cónegos Regulares de Santa Genoveva, da Regra de Santo Agostinho, à qual Pingré pertencia. Nesse capítulo, o rei ordenou a eleição de um cínego que reforçaria a política real contra os ensinamentos jansenistas. A participação no capítulo exigia um prévio juramento de obediência à bula papal Unigenitus, que havia sido emitida para condenar esses ensinamentos. Pingré e vários outros cónegos de Senlis opuseram-se à realização do capítulo e em consequência foram removidos dos seus cargos de responsabilidade na Congregação. Posteriormente, foi condenado a servir apenas em paróquias rurais.
Desde muito jovem, Pingré desenvolveu um forte interesse pela astronomia e, em 1749, foi nomeado professor de astronomia na recém-fundada Academia de Rouen. Acabaria por ser nomeado bibliotecário da Abadia de Santa Genoveva de Paris (Abbaye Sainte-Geneviève de Paris), e chanceler da universidade. Na Abadia de Sainte-Geneviève de Paris, construiu um observatório e continuou a ali trabalhar durante mais de quarenta anos.
Infelizmente Pingré sofria de problemas de saúde e de má visão, tendo como resultados serem limitadas as suas habilidades de observação. Apesar disso, ganhou a reputação de ser um excelente matemático. Atraiu a atenção da comunidade científica quando detectou um erro de quatro minutos no cálculo de Nicolas Louis de Lacaille de um eclipse lunar de 1749. Depois de observar um trânsito de Mercúrio, foi feito membro correspondente da Académie des Sciences. Em 1757, interessou-se por cometas e publicou um tratado substancial sobre a teoria e a história de observação dos cometas. Posteriormente, publicou também um almanaque náutico baseado no trabalho de Pierre Charles Lemonnier contendo tabelas lunares.
Durante o trânsito de Vênus de 1761, Pingré participou de uma das três campanhas de observação organizadas pela Académie Royale, viajando para a ilha Rodrigues, perto de Madagáscar, mas não teve sucesso no seu trabalho de observação. O subsequente criticismo de Pingré ao resultado das observações de Giovanni Battista Audiffredi levou a uma acesa disputa científica.
Em 1767 navegou pelo Mar Báltico com Charles Messier para testar cronómetros marítimos. Nos anos de 1768 e 1769 integrou a expedição comandada por Charles Pierre Claret de Fleurieu. Esta campanha marítima de um ano destinava-se a testar o primeiro cronómetro marítimo de Ferdinand Berthoud, operação integrada numa tentativa de vencer a Grã-Bretanha na corrida para encontrar uma maneira confiável de calcular a longitude no alto mar. A expedição de teste partiu no outono de 1768, com regresso a 11 de outubro de 1769, a bordo da corveta Ísis (construída em 1763) sob o comando de Fleurieu. Os cronómetros quase invariavelmente indicavam a hora com a mesma precisão após o navio ter deixado o porto, como se eles ainda estivessem em terra. Sabendo a hora local real em cada localização, determinada por observação astronómica, conseguiam facilmente determinar a posição exata do navio. Os resultados das suas observações foram publicados em 1773 sob o título Voyage fait par ordre du roi, pour éprouver les horloges marines («"Viagem feita por ordem do rei, para testar cronómetros marítimos»). Esta expedição também fez uma escala bem-sucedida no Haiti para observar o trânsito de Vénus de 1769. Pingré montou o seu observatótio em Cap français, na então colónia francesa de Saint-Domingue, e conseguiu resultados satisfatórios na observação do trânsito daquele planeta frente ao Sol ocorrido a 3 de junho 1769.
Em 1771, participou da missão científica da fragata La Flore (1769), sob o comando do tenente Verdun de la Crenne, na qual também participou Jean-Charles de Borda. O navio foi capturado por forças navais britânicas, e Pingré foi desembarcado em Portugal, tendo perdido todas as suas notas.
Pingré ficou na pobreza após a supressão do seu mosteiro durante a Revolução Francesa. Embora tenha podido continuar a publicar os seus trabalhos até falecer em 1796, apenas o conseguiu com o apoio de seu colega astrónomo, Jérôme Lalande, que obteve para esse fim um subsídio de 3 000 francos da Assembleia Nacional.
A cratera lunar Pingré e o asteróide 12719 Pingré foram assim designados em sua homenagem.

## Obras
Entre outras, Alexandre Pingré é autor das seguintes obras:
- Journal du voyage de M. le marquis de Coutanvaux, sur la frégate Aurore, pour essayer par ordre de l'Académie, plusieurs instrumens relatifs à la Longitude. Mis en ordre par M. Pingré, Chanoine régulier de Ste-Geneviève, nommé par l'Académie pour coopérer à la vérification desdits Instrumens, de concert avec M. Messier, Astronome de la Marine, Paris, Imprimerie royale, 1768.
- Tributs payés aux plus illustres voyageurs, publiée dans Discours et documents maçonniques du XVIII siécle, Paris, Gloton, 1932, p. 72. [Pièce en vers adressée au Grand maître du Grande-Orient de France, pour la Saint-Jean d'été du 3 juillet 1777]
- Précis d'un voyage en Amérique, HARS pour 1770, 1773.
- Cométographie; ou, Traité historique et théorique des comètes, 2 volumes, 1783.
- Projet d'une histoire d'astronomie du XVIIe siècle. 1756–1786.
- État du ciel pour l’an de Grâce 1754, calculé sur les Tables de Halley, et rapporté à l’usage de la Marine. Paris : Durand et Pissot, 1754.

## Links
- IMSLP Peças para órgão da autoria de François d'Agincourt, Jacques Boyvin e outros, seleccionadas e copiadas por Alexandre Pingré.